# بحران ریزگردهای استان کرمانشاه
بحران ریزگردهای کرمانشاه، یک بحران زیست‌محیطی است که در استان کرمانشاه وجود دارد و در سال‌های اخیر به وضعیت بحرانی رسیده‌است. به گفته ابراهیم رضایی بابادی استاندار سابق کرمانشاه، استان کرمانشاه پس از استان خوزستان دومین استان درگیر با پدیده ریزگردها و پیامدهای ناشی از آن است. استان کرمانشاه غالباً در نیمۀ اول هر سال با مسئلۀ ریزگردها مواجه می‌شود. در خرداد ۱۴۰۳ سرپرست ادارۀ کل محیط زیست استان کرمانشاه این استان را دروازۀ ورود گرد و غبار به کشور نامید و از ریزگردها در کنار پساب و پسماند به عنوان یکی از سه چالش اصلی پیش روی محیط زیست استان کرمانشاه یاد کرد.

## کانون ریزگردها
کانون اصلی ریزگردهای استان کرمانشاه در خارج از مرزهای ایران قرار دارد و هیچ کانونی از ریزگردها در داخل استان کرمانشاه وجود ندارد. با این وجود در مرداد ۱۴۰۳ معاون هماهنگی امور عمرانی استانداری کرمانشاه اعلام کرد برخی از تالاب و سرآب‌های موجود در استان مستعد تبدیل شدن به کانون ریزگرد هستند و باید با همکاری شرکت آب منطقه‌ای آن‌ها را شناسایی کرد و برای تأمین آب آنها اقدام کرد.

## علت‌های بروز بحران ریزگردها
برخی از تحلیلگران محیط زیست، سدسازی بی‌رویه و به دنبال آن خشکی رودخانه‌ها و تالاب‌ها، از بین بردن پوشش گیاهی و قلع و قمع جنگل‌های بلوط زاگرس برای پروژه‌های مختلف صنعتی، توسعهٔ شهرها یا ایجاد مزرعه‌های کشاورزی را از دلایل بروز بحران ریزگردها در ایران و در استان کرمانشاه دانسته‌اند. فعالیت‌های سدسازی و تخریب محیط زیست در منطقه تنها منحصر به ایران نمی‌شود و رقابت بر سر کنترل منابع آبی سبب شده تا کشورهای دیگر مانند عراق، سوریه و به‌ویژه ترکیه نیز دست به سدسازی‌های بی‌رویه‌ای بزنند که تعادل اکوسیستم را در منطقهٔ میان این چهار کشور به هم زده‌است. ایران پس از چین و ترکیه سومین کشور سدساز جهان است. منشأ اصلی ریزگردهای ایران و استان کرمانشاه، کویرها و باتلاق‌های در حال خشک شدن عراق است که خاک و شن‌های آن از طریق باد به ایران می‌آید. دلیل اصلی خشک شدن زمین‌های عراق، ساخت و آبگیری سدهایی مانند سد آتاترک است که رژیم ترکیه بر روی رودخانه‌های دجله و فرات در کردستان ترکیه ساخته ‌است. همچنین رژیم‌های سوریه و عراق نیز سدهایی دیگر چون سد طبقه و سد موصل را بر روی این رودخانه‌ها ساخته‌اند که در مجموع به خشکی کامل زمین‌ها در بین‌النهرین و حوضه رودی دجله و فرات، و ایجاد منطقه‌ای بیابانی در میان دو کشور منجر شده ‌است. رژیم ایران نیز در کردستان بر روی رودخانه‌هایی که به دجله می‌ریزند، مانند رودهای سیروان، زاب کوچک، زیمکان، الوند و … و در خوزستان بر روی رودخانه‌هایی که به حوضهٔ اروند رود می‌ریزند، مانند کرخه، دز، کارون و … دست به سدسازی‌های گسترده‌ایی زده‌است و با طرح‌های انتقال آب از غرب ایران به مرکز و شرق ایران بحران زیست‌محیطی عظیمی را در این منطقه ایجاد کرده‌است.

## واکنش مسئولان
عبدالرضا مصری نماینده کرمانشاه در مجلس دهم منشأ ریزگردها را از کشور عراق دانست و به تأثیرات زیانبار آن بر وضعیت محیط زیست، سلامت و اقتصاد مردم کرمانشاه اشاره کرد. وی گفت در منطقه حورالعظیم عراق و استان خوزستان اقداماتی برای مقابله با ریزگردها صورت گرفته، اما در استان‌های کرمانشاه و ایلام هیچ اقدامی صورت نگرفته و حتی در مورد چند تالاب خشک ‌شدهٔ استان کرمانشاه هیچ اقدام زیست‌محیطی صورت نگرفته‌است. وی اعلام کرد که حاضر است در ایام مرخصی مجلس به صورت شخصی به عراق برود و نهال بکارد.

## پایش کیفیت هوا
به منظور پایش کیفیت هوای استان کرمانشاه ۹ ایستگاه سنجش کیفیت هوا شامل چهار ایستگاه در مرکز استان و پنج ایستگاه در شهرستان‌های پاوه، کنگاور، اسلام‌آباد غرب، سرپل ذهاب و قصرشیرین فعالیت می‌کنند.

## گاهشمار بحران ریزگردها

### بهمن ۱۳۹۳
قسمت‌های زیادی از استان‌ کرمانشاه درگیر گرد و غبار و هجوم شدید ریزگردها شدند.

### اردیبهشت ۱۳۹۴
در اثر ورود و انتشار گرد و غبار، وضعیت آب و هوای استان کرمانشاه به مرز هشدار و در وضعیت وخیم آلودگی قرار گرفت.

### تیر ۱۳۹۴
موج جدید گرد و غباری که وارد استان کرمانشاه شد، هوای شهر کرمانشاه را در شرايط بحرانی قرار داد و پيک غلظت گرد و غبار هوای شهر بين ساعت يک تا دو بامداد به ۸۳۹ ميکروگرم بر مترمکعب هوا رسيد.

### خرداد ۱۳۹۵
در ۲۷ و ۲۸ خرداد ۱۳۹۵ غلظت ریزگردها در استان کرمانشاه به قدری افزایش یافت که افق دید در شهرهای مرزی به ۵۰۰ متر و در شهر قصرشیرین به ۷۰۰ متر رسید. در این روزها سازمان هواشناسی استان غلظت ریزگردها را ۵ برابر حد استاندارد عنوان کرد و وضعیت را بحرانی دانست. با این حال در همان روز دانشگاه علوم پزشکی کرمانشاه غلظت ریزگردها را در آستانهٔ رسیدن به ۱۰ برابر حد استاندارد عنوان کرد.

### آبان ۱۳۹۵
در روزهای سه شنبه ۱۱ و چهارشنبه ۱۲ آبان ۱۳۹۵، وضعیت هوای قصر شیرین به حد خطرناک رسید و تمام مدارس در روز چهارشنبه تعطیل شدند.

### فروردین ۱۳۹۶
در روزهای ۱۹ و ۲۰ فروردین ۱۳۹۶، ستار مدیریت بحران استانداری کرمانشاه وضعیت هوا را در شهرهای قصر شیرین و سرپل ذهاب را به علت عبور ریزگردها در وضعیت هشدار اعلام کرد.

### آبان ۱۳۹۶
روز ۹ آبان ۱۳۹۶ با ورود یک تودهٔ گردوغبار غلیظ به استان، آلودگی هوا در شهرهای مرزی از مرز بحران گذر کرد. در این روز دید افقی در شهر سرپل ذهاب به ۳۰۰ متر، در قصر شیرین به ۴۰۰ و در سومار به ۵۰۰ متر رسید. این آلودگی سبب شد تا مدارس سرپل ذهاب و قصر شیرین در دو نوبت صبح و عصر روز سه‌شنبه ۹ آبان تعطیل بشوند.
روز ۱۰ آبان نیز برای دومین روز متوالی هوای استان در وضعیت بحرانی قرار گرفت. بنابر اعلام ادارهٔ کل محیط زیست استان کرمانشاه میانگین هشت ساعتهٔ غلظت ذرات گرد و غبار در هوای شهر کرمانشاه (از ۱۲ شب تا ۸ صبح) در این روز ۹۴۲ میکروگرم بر مترمکعب هوا بوده‌است که وضعیت بحران را نشان می‌دهد. آلودگی شدید هوا در این روز باعث تعطیلی مدارس شهرهای کرمانشاه، اسلام‌آبادغرب، دالاهو، سرپل ذهاب، قصرشیرین، گیلانغرب، روانسر، جوانرود، پاوه و ثلاث باباجانی در کلیهٔ مقاطع در نوبت صبح و همچنین تعطیلی دانشگاه‌ها و مراکز آموزشی شد.

### مرداد ۱۳۹۷
از روز ۲۲ مرداد ۱۳۹۷ یک توده هوای غبارآلود وارد استان کرمانشاه و شهر قصر شیرین شد که درنتیجۀ آن دید افقی تا روز ۲۴ مرداد به ۴ هزار متر رسید که ۶ هزار متر کمتر از دید افقی استاندارد در هوای پاک است. به گزارش ادارۀ هواشناسی قصر شیرین، این شهر از ابتدای سال ۱۳۹۷ تا ۲۴ مرداد ماه، ۶۰ روز کامل با ریزگردها درگیر بوده‌است که این امر نه تنها سلامت، بلکه شیوۀ زندگی مردم این شهر را نیز تحت تأثیر قرار داده‌است.

### سال ۱۳۹۹
فریدون یاوری مدیرکل محیط زیست استان کرمانشاه در بهمن ۱۳۹۹، از گردوغبار به عنوان اصلی ترین منبع آلودگی هوای شهر کرمانشاه نام برد. با این وجود به گفتۀ او از ابتدای سال ۱۳۹۹ تنها در هفت روز آلودگی هوای کرمانشاه به وضعیت غیراستاندارد رسیده که از این تعداد نیز پنج روز هشدار و دو روز بحران و اضطرار بوده‌است. به گفتۀ وی در همین روزهای غیراستاندارد نیز آلودگی مربوط به تمام روز نبوده و فقط چند ساعت از روز شرایط غیراستاندارد برقرار بوده‌است.

### سال ۱۴۰۰
در ۱۸ مرداد ۱۴۰۰ مدیرکل حفاظت محیط زیست استان کرمانشاه اعلام کرد که هوای دو شهرستان قصر شیرین و سرپل ذهاب بار دیگر برای گروه‌های حساس در وضعیت ناسالم قرار گرفته‌است. به گفتۀ وی شاخص کیفی ای.کیو.آی در بازۀ ۲۴ ساعته برای قصر شیرین ۱۷۹ و برای سرپل ذهاب ۱۴۲ را نشان می‌داده‌است. همچنین شاخص لحظه‌ای هوا در شهر کرمانشاه نیز عدد ۱۲۵ را نشان داده‌است. روز شنبه، ۲۱ اسفند شهرستان‌های اسلام‌آباد غرب، قصر شیرین، سرپل ذهاب در وضعیت بحرانی آلودگی هوا قرار گرفتند.

### مرداد ۱۴۰۱
در روز ۳ مرداد ۱۴۰۱ تودۀ ریزگرد از مرز غربی وارد استان شد و شهرهای قصرشیرین، سرپل ذهاب و گیلانغرب را به‌گونه‌ای تحت تأثیر قرار داد که تا ساعت ۸ صبح غلظت ذرات معلق موجود در هوای این سه شهرستان به وضعیت بحرانی و ۷۰۰ میکروگرم بر مترمکعب هوا رسید.
در روز ۲۴ مرداد ۱۴۰۱ ورود تودۀ‌ گرد و غبار به استان کرمانشاه هوای شهرهای قصرشیرین، سرپل ذهاب و گیلانغرب را در شرایط اضطرار و هوای شهرهای کرمانشاه، اسلام‌آباد غرب و پاوه را نیز در شرایط هشدار قرار داد.

### مهر ۱۴۰۱
در ۲۴ مهر ۱۴۰۱ مدیرکل محیط زیست استان کرمانشاه اعلام کرد که هوای کرمانشاه در شش ماهه امسال ۲۷ روز در شرایط غیراستاندارد قرار داشته که از این تعداد ۲۵ روز در وضعیت هشدار و دو روز در وضعیت بحران بوده‌است. وی گفت در میان شهرستان‌های استان سرپل ذهاب با ۱۱۴ روز و قصرشیرین با ۷۶ روز بیشترین روزهای غبارآلود و هوای غیراستاندارد را داشته‌اند. همچنین اسلام‌آباد غرب ۱۳ روز، پاوه ۲۷ روز و کنگاور نیز ۲۵ روز هوای غیراستاندارد داشته‌اند.

### آبان ۱۴۰۱
در اواخر آبان ۱۴۰۱ پدیدۀ غبار محلی صبحگاهی در کرمانشاه مشاهده شد. معاون محیط زیست انسانی اداره کل محیط زیست استان کرمانشاه این پدیده را ناشی از غبارخیزی به‌وجودآمده بر اثر خشکسالی و نیز تجمع و محبوس شدن آلاینده‌ها در روزهای سرد دانست.

### ۱۴۰۲
در سال ۱۴۰۲ در استان کرمانشاه به دلیل نفوذ گرد و غبار ۴۳ روز هوا در وضعیت غیراستاندارد قرار داشت که ۳۴ روز آن در نیمۀ دوم سال و عمدتاً در فصل پاییز بوده‌است. طی این سال قصرشیرین با ۴۳ روز بیشترین تعداد روز با هوای غیراستاندارد را داشت. این میزان در کرمانشاه ۱۹ روز، در اسلام‌آباد غرب ۷ روز، در سرپل ذهاب ۱۷ روز، در پاوه ۱۹ روز و در کنگاور ۲۷ روز بوده‌است. علت بالا بودن تعداد روزهای دارای هوای غیراستاندارد در شهرستان غیرمرزی کنگاور، تأثیر کانون‌های داخلی ریزگرد در استان‌های مرکزی ایران اعلام شده‌است.

### خرداد ۱۴۰۳
سرپرست ادارۀ کل محیط زیست استان کرمانشاه در ۱۶ خرداد ۱۴۰۳ اعلام کرد که به دلیل بارش‌های خوب و بالا بودن رطوبت خاک وضعیت ریزگردها در استان کرمانشاه در سال ۱۴۰۳ نسبت به سال گذشته بسیار بهتر شده و در ۳ تیر ۱۴۰۳ نیز اعلام کرد که در بهار ۱۴۰۳ در ایستگاه‌های شهرستان‌های استان کرمانشاه، ایستگاه‌های قصرشیرین و سرپل‌ذهاب چهار روز هوای خارج از شرایط استاندارد (شامل سه روز هشدار و یک روز اضطرار) و پاوه یک روز هوای غیراستاندارد داشته‌اند و ایستگاه‌های دیگر شامل کرمانشاه، اسلام‌آبادغرب و کنگاور هیچ روزی با هوای غیراستاندارد نداشته‌اند.

### تیر ۱۴۰۳
در ۱۷ تیر ۱۴۰۳  کیفیت هوای شهرستان پاوه به دلیل ورود ریزگرد در وضعیت قرمز و سه شهرستان کرمانشاه، کنگاور و اسلام‌آباد غرب نیز در حالت نارنجی قرار گرفت. علاوه بر این هوای ایستگاه‌های سرپل ذهاب، قصرشیرین و گیلانغرب نیز با شاخص ۹۷ در وضعیت زرد و نزدیک به مرز غیراستاندارد اعلام شد. ورود موجی کم‌دامنه از روز ۱۶ تیر که میدان‌های باد را تشدید و جریانات جوی منطقه را غربی کرده و در حوالی ظهر ۱۷ تیر شرایط را برای نفوذ غبار به جو استان فراهم کرده‌بود، علت بروز غبار در نیمۀ غربی استان کرمانشاه اعلام شد.
یک هفته بعد و در ۲۴ تیر ۱۴۰۳ هوای شهرستان‌های سرپل ذهاب، قصرشیرین و گیلانغرب با شاخص ۵۰۰ در وضعیت قهوه‌ای قرار گرفت که به معنای هوای خطرناک و بحران است. بعد از ظهر همان روز با کاسته شدن از غلظت ذرات معلق موجود در هوا، شاخص کیفی هوا در این سه شهر تا ۱۰۸ پایین آمد که همچنان بیانگر وضعیت نارنجی و ناسالم برای گروه‌های حساس بود. علاوه بر این عدد شاخص کیفی هوا برای شهر کرمانشاه ۱۳۹ (وضعیت نارنجی و ناسالم) و برای شهرستان اسلام‌آباد غرب نیز ۱۷۰ (وضعیت قرمز و ناسالم) گزارش شد. با این وجود در ۲۵ تیر نیز هوای چند شهر استان کرمانشاه همچنان در وضعیت هشدار قرار داشت. در این روز شاخص کیفی هوا در شهر کرمانشاه ۱۵۱ (وضعیت هشدار قرمز و وضعیت ناسالم)، در پاوه ۱۵۴ (هشدار قرمز و ناسالم) و در کنگاور ۱۶۷ (هشدار قرمز و ناسالم) اعلام شد.

### شهریور ۱۴۰۳
در شهریور ۱۴۰۳ رئیس مرکز پیش‌بینی هواشناسی استان کرمانشاه اعلام کرد بر اساس آخرین پیش‌بینی‌های این مرکز پاییز کم‌بارشی در راه است که احتمال بروز گردوغبار به‌ویژه در مناطق مرزی استان را بالا می‌برد. همچنین اعلام شد که هوای استان در نیمۀ اول سال ۲۵ روز در شرایط غیراستاندارد بوده است. در این مدت ایستگاه کنگاور با ۲۵ روز بیشترین تعداد روز با هوای غیراستاندارد را داشته که متأثر از کانون‌های داخلی گرد و غبار مرکز ایران بوده‌است. همچنین ایستگاه‌های اسلام‌آباد غرب ۶ روز، سرپل ذهاب و قصرشیرین ۷ روز، پاوه ۸ روز و شهر کرمانشاه ۴ روز هوای غیراستاندارد را ثبت کرده‌اند.

### آبان ۱۴۰۳
در ۳۰ به دلیل تجمع آلاینده‌ها در اوایل روز فصول سرد سال، عدد شاخص کیفی هوای شهر کرمانشاه تا ساعت هفت صبح ۱۱۵ بود و هوای شهر کرمانشاه در وضعیت ناسالم برای گروه‌های حساس و هشدار و زرد قرار گرفت.

### فروردین ۱۴۰۴
در ۱۷ فروردین کیفیت هوای شهرهای کرمانشاه، کنگاور و قصرشیرین در وضعیت ناسالم قرار گرفت. شاخص ساعتی کیفیت هوا AQI تا ساعت ۹ صبح برای ایستگاه‌ شهر کرمانشاه ۱۵۳ و شهر کنگاور نیز ۱۵۶ و در وضعیت ناسالم قرار گرفت و در شهر قصرشیرین نیز عدد شاخص به ۱۲۲ رسید که وضعیت ناسالم برای گروه‌های حساس را نشان می‌دهد.
در ۲۶ فروردین ۱۴۰۴ با ورود توده گرد و غبار از غرب استان، کیفیت هوای شهرهای کرمانشاه و کنگاور در وضعیت خطرناک و ناسالم قرار گرفت. شاخص ساعتی کیفیت هوا AQI در ساعت هشت صبح برای ایستگاه‌ شهر کنگاور ۵۰۰ و در وضعیت خطرناک و برای شهر کرمانشاه ۲۴۸ در وضعیت ناسالم قرار گرفت.

### اردیبهشت ۱۴۰۴
به دلیل ورود ذرات گرد و غبار در ۱۰ اردیبهشت ۱۴۰۴ تا ساعت ۱۵ عدد شاخص کیفی هوا در ایستگاه قصرشیرین ۵۰۰ و در ایستگاه سرپل ذهاب ۳۹۶ بود که بیانگر وضعیت خطرناک  و بحران است. این عدد در ایستگاه کرمانشاه نیز ۱۷۲ بود که وضعیت ناسالم و هشدار را نشان می‌دهد.
در ۱۱ اردیبهشت ۱۴۰۴ تا ساعت هشت صبح عدد شاخص کیفی هوا در ایستگاه قصرشیرین ۲۶۴ بود که شرایط بسیار ناسالم و اضطرار را نشان می‌دهد. این عدد در ایستگاه سرپل‌ذهاب نیز ۳۲۴ بود که گویای شرایط خطرناک و اضطرار است. این عدد در ایستگاه کنگاور ۱۴۱ بود که بیانگر وضعیت ناسالم برای گروه‌های حساس و هشدار است. همچنین شاخص کیفی هوا در ایستگاه کرمانشاه نیز ۱۶۱ بود که وضعیت ناسالم و هشدار را نشان می‌دهد.
در ۱۵ اردیبهشت ۱۴۰۴ مرکز پیش‌بینی هواشناسی استان کرمانشاه بر اساس بررسی داده‌های دیده‌بانی و تصاویر دریافتی از ماهواره مبنی بر تشکیل توفان گرد و خاک روی کشور عراق، با صدور هشدار سطح نارنجی از نفوذ گرد و غبار نسبتاً شدید به جو استان طی ساعاتی از عصر ۱۵ اردیبهشت تا صبح ۱۶ اردیبهشت خبر داد. به دنبال این هشدار عدد شاخص کیفی هوا تا ساعت ۱۶ روز ۱۵ اردیبهشت در ایستگاه‌های قصرشیرین و سرپل‌ذهاب به ۵۰۰ رسید که بیانگر وضعیت بحرانی و خطرناک است. این عدد در ایستگاه اسلام‌آباد غرب نیز ۲۲۰ بود که وضعیت ناسالم و هشدار را نشان می‌دهد. با این وجود بقیۀ ایستگاه‌های استان تا ساعت ۱۶ در  وضعیت استاندارد بودند. با ورود تودۀ گرد و خاک در ساعات پایانی روز، کارگروه اضطرار آلودگی هوای استان با تأیید استاندار کرمانشاه، تمامی مدارس، دانشگاه‌ها و مراکز آموزشی، ادارات دولتی و بانک‌های استان را در روز سه‌شنبه ۱۶ اردیبهشت‌ تعطیل اعلام کرد. در روز ۱۶ اردیبهشت عدد شاخص کیفی هوا در شهر کرمانشاه و نیز ایستگاه‌های قصرشیرین و سرپل‌ذهاب تا ساعت ۷ صبح به ۵۰۰ و در کنگاور به ۴۷۰ رسید که وضعیت بحران و خطرناک را نشان می‌دهد. این عدد همچنین در ایستگاه اسلام‌آباد غرب ۱۷۰ و در ایستگاه پاوه ۱۹۷ بود که وضعیت ناسالم  و هشدار را نشان می‌دهد.
روز چهارشنبه ۲۴ اردیبهشت عدد شاخص کیفی هوا تا ساعت شش صبح در قصرشیرین و سرپل‌ذهاب ۵۰۰، در پاوه ۴۹۵ و در کرمانشاه ۴۸۷ بود که بیانگر وضعیت بحران و خطرناک است. این عدد همچنین در ایستگاه کنگاور ۱۵۳ و در اسلام‌آبادغرب ۱۷۴ بود که وضعیت ناسالم برای گروه‌های حساس و هشدار را نشان می‌دهد. تا ساعت ۹ صبح این عدد برای قصرشیرین به ۴۱۰، برای سرپل ذهاب به ۵۰۰ (وضعیت خطرناک و بحران)، برای کرمانشاه به ۳۸۳ (وضعیت خطرناک و اضطرار)، برای پاوه به ۱۸۵، برای کنگاور به ۱۵۳ و برای اسلام‌آباد غرب به ۱۶۳ (وضعیت ناسالم برای گروه‌های حساس و هشدار) رسید.

### خرداد ۱۴۰۴
روز پنج‌شنبه ۸ خرداد ۱۴۰۴ ساعت ۸ صبح شاخص کیفیت هوا در شهرهای قصرشیرین و سرپل‌ذهاب ۵۰۰  بود که بیانگر وضعیت خطرناک و بحرانی است. شاخص پاوه ۱۷۲ بود که وضعیت ناسالم (هشدار عمومی) را نشان می‌دهد. در اسلام‌آباد غرب شاخص ۱۱۵ بود که بیانگر وضعیت ناسالم برای گروه‌های حساس (هشدار) است. با این وجود شاخص شهر کرمانشاه ۸۲ و سایر ایستگاه‌های استان نیز زیر ۱۰۰ اعلام شد که وضعیت استاندارد را نشان می‌دهد.
در ۱۳ خرداد ۱۴۰۴ بار دیگر کیفیت هوا در شهرهای قصرشیرین و سرپل ذهاب بحرانی، در کرمانشاه بسیار ناسالم، در پاوه و کنگاور ناسالم  و در اسلام‌آباد غرب در وضعیت ناسالم برای گروه‌های حساس قرار گرفت و دانشگاه علوم پزشکی کرمانشاه به افراد حساس شامل سالمندان، مادران باردار، کودکان و افراد دارای سابقۀ بیماری قلبی-عروقی و تنفسی توصیه کرد از منزل خارج نشوند و در صورت خروج حتماً از ماسک مناسب استفاده کنند.